# Neil Postman
Neil Postman (8 mars 1931 - 5 octobre 2003) est un critique culturel et théoricien des médias américain connu du grand public pour son livre de 1985 au sujet de la télévision intitulé Amusing Ourselves to Death (« Se distraire à en mourir »). Il a enseigné pendant plus de quarante ans à l'université d'État de New York. Humaniste, il pensait qu'aucune nouvelle technologie ne pouvait se substituer aux valeurs humaines.

## Biographie
Postman est né et a passé l'essentiel de sa vie à New York. En 1953, il est diplômé de l'université d'État de New York. Il obtient un master en 1955 et devient Docteur en éducation en 1958 au Teachers College, Columbia University. L'année suivante, il commence ensuite à enseigner à l'université de New York (NYU).
En 1971, il fonde un programme en « écologie des médias » à la Steinhardt School of Education de l'université de New York. En 1993, il est nommé professeur d'université et chairman du département de la culture et de la communication (jusqu'en 2002). Parmi ses étudiants : Paul Levinson, Joshua Meyrowitz, Jay Rosen, Lance Strate et Dennis Smith. 
Il meurt le 5 octobre 2003 d'un cancer du poumon.

## Pensée

### Amusing Ourselves to Death
Littéralement, « Se distraire jusqu'à ce que mort s'ensuive ». Il s'agit de son ouvrage le plus connu, publié en 1985. Il reprend les idées de Marshall Mac Luhan et son aphorisme « Le media est le message » et montre comment à l'ère de l'imprimé succède l'ère de la communication électronique (à l'époque la télévision). Il montre que cette succession est de nature écologique et modifie profondément l'ensemble de la société humaine. Postman pense que la forme de la télévision force les chaînes à présenter n'importe quel programme quel qu'en soit le contenu comme un spectacle. Il montre que la force d'un programme de télévision ne tient d'ailleurs pas à son contenu mais à l'image et sa mise en scène. 
En dehors de cela il introduit plusieurs idées novatrices comme le ratio entre l'information et l'action censée décrire l'utilité d'une information pour celui qui la reçoit. Il argue que si l'on utilise ce ratio, l'utilité des informations que nous recevons n'a cessé de décroître depuis le Moyen Âge. Aujourd'hui les informations que nous recevons via la télévision ne sont que des distractions sans aucune importance. 
Il introduit enfin son idée de trivialisation de la culture par l'abondance d'information, une idée qui sera reprise dans The Technopoly où il l'assimilera à un « SIDA culturel ». Il argue que le rôle d'une culture est de filtrer les informations qu'elle autorise à entrer en son sein afin de permettre sa préservation. La télévision ne rendant plus cela possible, de nombreuses publicités utilisent un langage agressif pour les croyances culturelles (il cite l'exemple de Jésus utilisé pour vendre des produits). En conséquence, les structures qui rendaient les sociétés stables sont affaiblies et leur capacité à contrôler l'information diminue encore. Jusqu'à ce que plus rien n'ait de sens. 
Amusing Ourselves to Death a été traduit dans huit langues dont le français. Il s'est vendu à 200 000 exemplaires dans le monde entier. 
Le musicien de rock Roger Waters a été suffisamment inspiré par ce livre pour écrire un album rock nommé Amused To Death dans lequel il met en scène un monde où tout est devenu spectacle, y compris la mort et la guerre. L'album est une sorte de démonstration par l'absurde des idées de Postman. Les textes sont absurdes et l'usage de la seule raison rendrait cet ouvrage au mieux grotesque (Les seuls textes sans la piste musicale sont d'ailleurs parfois du registre de la comédie ce qui n'est pas du tout l'effet ressenti lorsque l'on écoute la musique en même temps). Mais par des techniques de mise en scène et de maîtrise de la dramaturgie élaborée (pouvant être complétées par des techniques théâtrales lors des représentations live) les textes portent une charge émotionnelle très forte. Cette charge fait passer les idées de Postman sans jamais à un seul moment utiliser le registre de la raison.  Démontrant à la fois que le show business change la nature de la transmission d'information (de la raison vers l'émotion) mais aussi que ces sauts d'émotion peuvent provoquer un effet extrêmement puissant chez le spectateur au point de l'influencer sans que le message envoyé par l'émetteur soit clair à première vue.

### Technopoly: the Surrender of Culture to Technology
Autre ouvrage essentiel de l'auteur. Pour Neil Postman une « Technopolie » est une société au sein de laquelle la technologie a le monopole sur l'intégralité des affaires humaines. Une société qui croit que « le principal et seul but du travail est la recherche de l'efficacité et que la technologie et les outils qui en sont dérivés sont de façon indéniable supérieurs au jugement humain (...) et que les affaires des citoyens sont mieux guidées et conduites par des experts » (Postman, 1992. p.51).
D'après Postman, les États-Unis sont le seul pays qui se sont développés en « Technopolie ». Il pense que les États-Unis sont peuplés d'une majorité de technophiles qui sont incapables culturellement de voir les points négatifs de la technologie. En conséquence, les États-Unis en tant que société ont perdu leur capacité à contrôler leur développement technologique. De plus, avec la croissance des communications électroniques (il ne cite pas internet qui en était à ses balbutiements), la quantité d'information disponible est en très forte croissance. En réalité le seul moyen de contrôler la quantité d'information mise à disposition par la technologie est de créer de nouvelles technologies. Qui à leur tour vont accroître la quantité d'information. Il écrit : « L'information devient une forme de détritus, non seulement incapable de répondre à toute question humaine fondamentale, mais à peine utile à fournir des indications cohérentes pour la résolution des problèmes les plus terre-à-terre. » (Postman, 1992. p. 69)
Postman a été fustigé comme « luddite » bien qu'il ait lui-même critiqué l'opposition aveugle à la technologie dans Amusing Ourselves To Death.

### How to Watch TV News
Postman a un doctorat en Communication à l'université Columbia. Il est l'auteur d'un livre intitulé Watching TV (« Regarder la télé »). Dans ce livre, il travaille avec un spécialiste de la télévision (Steve Powers) qui explique les coulisses de la réalisation d'un Journal Télévisé. Du choix des sujets à la  durée des plans, on voit que rien n'est laissé au hasard et que tout est fait pour créer une distraction et non de l'information. Complémentaire avec "Se distraire à en mourir" il fait le pari de montrer les coulisses pour éduquer le téléspectateur : Lorsque l'on sait comment est conçu un JT moderne, on ne le regardera plus de la même façon.

### Éducation
Postman a également beaucoup travaillé sur le sujet de l'éducation, un sujet qui le passionnait. Il a écrit de nombreux livres à ce sujet, et des écoles ont expérimenté certaines de ses idées. 

## Œuvre
- Television and the Teaching of English (1961).
- Linguistics: A Revolution in Teaching avec Charles Weingartner (Dell Publishing, 1966).
- Teaching as a Subversive Activity avec Charles Weingartner (Delacorte Press, 1969)
- The Soft Revolution: A Student Handbook For Turning Schools Around avec Charles Weingartner (Delacorte Press, 1971).
- The School Book: For People Who Want to Know What All the Hollering is About avec Charles Weingartner (Delacorte Press, 1973).
- Crazy Talk, Stupid Talk: How We Defeat Ourselves By the Way We Talk and What to Do About It (1976).
- Teaching as a Conserving Activity (1979).
- The Disappearance of Childhood (1982).
- Amusing Ourselves to Death: Public Discourse in the Age of Show Business (1985). Traduction française sous le titre Se distraire à en mourir aux éditions Nova en 2010.
- Conscientious Objections: Stirring Up Trouble About Language, Technology and Education (1988).
- How to Watch TV News avec Steve Powers (1992).
- Technopoly: the Surrender of Culture to Technology (1992). Traduction française par un collectif de l'association technologos "Technopoly. Comment la technologie détruit la culture",  L'échappée, 2019
- The End of Education: Redefining the Value of School (1995).
- Building a Bridge to the 18th Century: How the Past Can Improve Our Future (1999).